# لایولی (ویرجینیا)
لایولی (به انگلیسی: Lively) یک منطقهٔ مسکونی در ایالات متحده آمریکا است که در شهرستان لنکستر، ویرجینیا قرار دارد.